# شموشك عليا
شموشك عليا (بالفارسية: شموشک علیا) هي قرية تقع في غلستان في إيران. يقدر عدد سكانها بـ 863 نسمة بحسب إحصاء 2016.